# Takarajimasha
Takarajimasha, Inc. (яп. 株式会社宝島社, Kabushiki Gaisha Takarajimasha) — японська видавнича компанія, що базується в Чійода, Токіо. Вона відома тим, що видає модні журнали, орієнтовані на субкультури і спрямовані на підлітків, модні журнали загалом, а також путівники.

## Історія
Компанію засновано 22 вересня 1971 року як консалтинговий бізнес місцевого уряду під назвою JICC, Inc. (яп. 株式会社ジェー・アイ・シー・シー)  і наступник колишньої Takarajima Photo Chemicals Co., Ltd., заснованої в 1918 році. Заснований деякими колишніми студентами-революціонерами Університету Васеда, у травні 1974 року почалося видавництво першого журналу, Takarajima, журналу, орієнтований на японську субкультуру, за яким у березні 1976 року вийшов Bessatsu Takarajima. Kono Mystery ga Sugoi!, путівник, був вперше опублікований у грудні 1989 року, тоді як модний журнал Cutie був вперше опублікований у вересні 1989 року 1 квітня 1993 року назва компанії була змінена на Takarajimasha. Модні журнали Smart, Spring і Sweet, орієнтовані на молодь, виходять з жовтня 1995 року, лютого 1996 року та березня 1999 року відповідно. Takarajimasha також відомі тим, що в 2005 році створили концепцію «brand mook», мук, що містить каталог новинок бренду та продукт обмеженого випуску цього бренду.

## Публікації

### Мода
Для дівчат-підлітків
- Cutie
- Spring
- Mini
- Steady

Для жінок 20—30 років
- Sweet
- InRed
- Mori Girl Lesson[8]

Для жінок віком від 40 років
- Glow
- Linen (яп. リンネル, Rinneru)

Для чоловіків
- Smart
- Men's Roses

### Інше
Наразі
- Takarajima (яп. 宝島)
- Bessatsu Takarajima (яп. 別冊宝島)
- Kono Mystery ga Sugoi!
- Kono Light Novel ga Sugoi!
- Kono Manga ga Sugoi! (яп. このマンガがすごい!)
- Kono Anime ga Sugoi! (яп. このアニメがすごい!)
- Kono Eiga ga Sugoi! (яп. この映画がすごい!)
- Inakagurashi no Hon (яп. 田舎暮らしの本)

Раніше
- Weekly Shōnen Takarajima (яп. 週刊少年宝島, Shūkan Shōnen Takarajima)
- CUTiE Comic
- Takarajima 30 (яп. 宝島30)
- Famicon Hisshō Hon (яп. ファミコン必勝本)
- UltraOne (яп. ウルトラONE, Urutora Wan)
- Boom
- Band Yarouze (яп. バンドやろうぜ, Bando Yarouze)